# Danuše Táborská
Danuše Táborská (22. prosince 1928 Chuchelná – 6. dubna 2020) byla česká anestezioložka, zakladatelka první anesteziologicko-resuscitační kliniky v Československu. Jako první žena ve svém oboru byla v roce 1989 jmenována profesorkou.

## Životopis
Danuše Táborská se narodila 22. prosince 1928 v Chuchelné na Hlučínsku. Vystudovala Lékařskou fakultu pozdější Masarykovy univerzity v Brně, kde promovala v roce 1952. Následujících 10 let působila ve všeobecné chirurgii a od 60. let se věnovala rozvoji anesteziologie. V roce 1983 ve Fakultní nemocnici u svaté Anny založila první anesteziologicko-resuscitační kliniku v tehdejším Československu a jako její přednostka působila následujících 16 let.
V oboru anesteziologie a resuscitace byla roku 1989 jmenována profesorkou jako historicky první žena, k roku 2015 byla v tomto oboru jedinou profesorkou-ženou. Na Masarykově univerzitě se zasloužila o vznik nových oborů medicíny, jakými byla transplantologie, kardiochirurgie či diagnostika mozkové smrti. Věnovala se také problematice péče o dárce orgánů a prosadila výuku anesteziologie a intenzivní péče do lékařského studijního plánu. Dva roky působila jako prorektorka pro vědu a výzkum Masarykovy univerzity.
Publikovala v domácích i zahraničních odborných periodikách, realizovala bohatou přednáškovou činnost, napsala řady učebnic a vychovala mnoho následovníků.
Dne 29. ledna 2004 obdržela jako emeritní profesorka z rukou rektora Jiřího Zlatušky Zlatou medaili Masarykovy univerzity, již předtím byla oceněna také Zlatou medailí Lékařské fakulty MU a vyznamenáním Ministerstva školství. V říjnu 2015 jí prezident republiky Miloš Zeman udělil medaili Za zásluhy o stát v oblasti vědy. Za rok 2015 také obdržela Cenu města Brna v oblasti lékařské vědy a farmacie.
Zemřela 6. dubna 2020 ve věku 91 let.